# Respirandoti
Respirandoti è il primo album ufficiale del cantante italiano Stefano Centomo, pubblicato il 23 novembre 2007 dopo l'uscita dei singoli Bivio, Niente è come te, Tu dove sei e Luce per me.

## Tracce
Testi e musiche di Stefano Centomo e Massimiliano Titi.
1. Tu dove sei – 3:40
2. Niente è come te – 3:07
3. Bivio – 3:38
4. Lattina vuota – 3:12
5. Dentro ai sogni – 3:48
6. Luce per me – 3:26
7. Respirandoti – 3:44
8. In ogni dove – 3:19
9. Mentre nevica – 3:48
10. Poi passerà – 2:16
11. Bivio (2) – 3:32
12. Un'altra chance – 4:38 (testo: Testo e Musica: Rufus Wainwright Marius Devries Lorena Brancucci)
13. Piccoli istanti – 3:36 (testo: Testo e Musica: Rob Thomas Lorenna Brancucci)

Durata totale: 45:44